# Гритьково (Бежаницкий район)
Гритьково — деревня в Бежаницком районе Псковской области России. Входит в состав сельского поселения Бежаницкое.

## География
Деревня находится на юго-востоке центральной части Псковской области, в пределах Бежаницкой возвышенности, к северу от реки Льста, на расстоянии примерно 7 километров (по прямой) к западу-юго-западу (WSW) от посёлка городского типа Бежаницы, административного центра района. Абсолютная высота — 106 метров над уровнем моря.

## История
До 2010 года населённый пункт входил в состав ныне упразднённой Махновской волости, с 2010 по 2015 годы — в состав сельского поселения Пореченское.

## Население
| 2001 | 2002 | 2010 |
| ---- | ---- | ---- |
| 5    | ↗8   | ↘1   |

Согласно результатам переписи 2002 года, в национальной структуре населения русские составляли 100 %.